# Roberto Torres (Musiker)

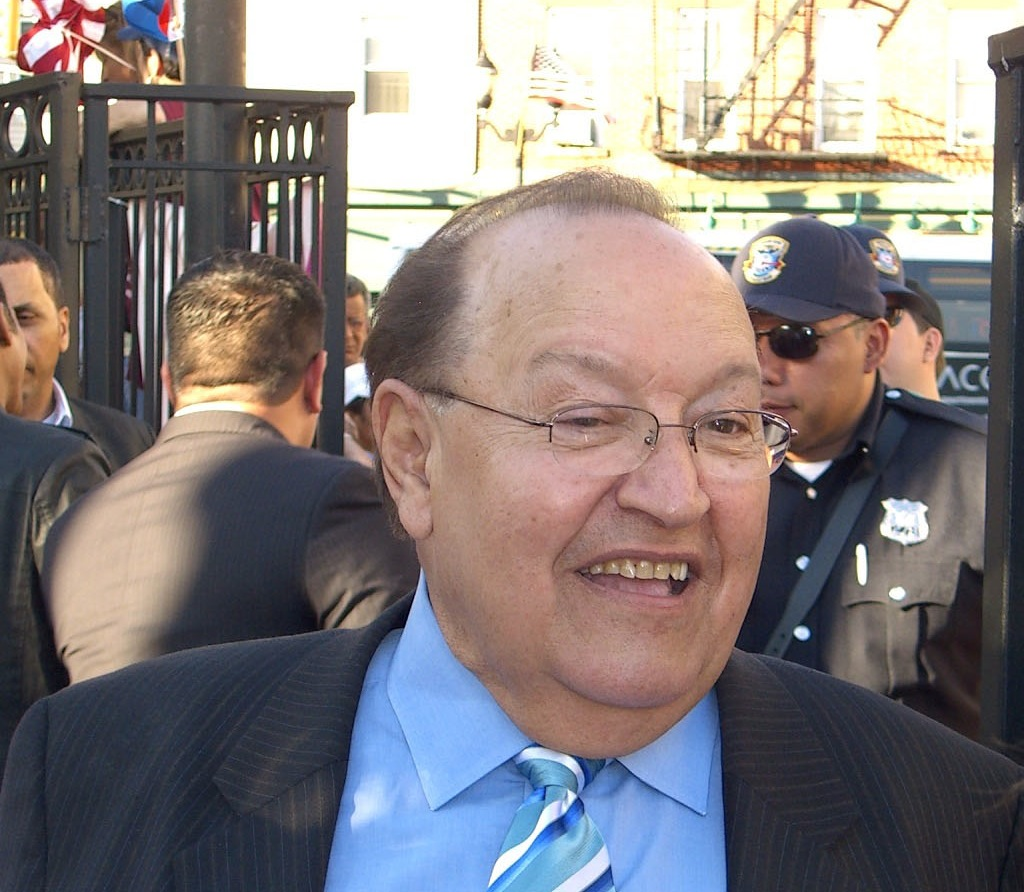
Roberto Torres (2011)

Roberto Torres (* 10. Februar 1940 in Güines) ist ein kubanischer Musiker. Er ist durch seine Interpretation des Musikstückes Caballo Viejo von Simón Díaz (1928–2014) bekannt geworden.
Der Sänger, Bandleader, Percussionist, Komponist und Musiklabelinhaber begann mit etwa 15 Jahren zu musizieren. Nachdem er in Havanna in den Bands Conjunto Universal und Orquesta Swing Casino mitwirkte, zog er 1959 nach New York City.
Allein von 1979 bis 1982 nahm er 50 LPs bei den Labels SAR, Guajiro, Toboga and Neon auf.
2011 erhielt er einen Stern auf der Celia Cruz Plaza in Union City (New Jersey).

## Diskografie
(Auswahl)
- El Castigador Mericana Records   1973
- Roberto Torres Y Chocolate - Juntos (LP, Album)  Mericana Records  XMS-125  1974
- Roberto Torres De Nuevo (LP, Album)  Salsoul Records  SAL 4107  1976
- Roberto Torres Y Sus Caminantes - Están En Buenas Manos (LP, Album)  Salsoul Records  SAL 4112  1977
- Roberto Torres Presenta A Su Amigo Papaito - Roberto Torres Presenta A Su Amigo Papaito SAR Records (2)   1979
- Roberto Torres Y Sus Caminantes - El Duro Del Guaguanco Salsoul Records   1979
- Recuerda A Portabales SAR Records (2)   1979
- El Rey Del Montuno SAR Records (2)   1979
- Roberto Torres Presenta... La Charanga Vallenata (LP)  Grabaciones Mundiales C.A.  GM 200.2805  1980
- Roberto Torres Y Su Charanga Vallenata, Vol. 2 Guajiro Records   1981
- Roberto Torres Recuerda Al Trio Matamoros SAR Records (2)   1981
- Roberto Torres Con La Orquesta Broadway - Lo Mejor De Roberto Torres Con La Original Orquesta Broadway (LP, Album)  West Side Latino Records  WSLA 4139  1981
- Roberto Torres Y Su Charanga Vallenata, Vol. III SAR Records (2)   1982
- Roberto Torres Con La Orquesta Broadway - Lo Mejor De Roberto Torres Con La Original Orquesta Broadway Tropical   1983
- Corazón De Pueblo (LP, Album)  SAR Records (2) SLP 1038 1985 Elegantemente Criollo SAR Records (2)  1986
- ... Y Sigo Criollo! SAR Records (2)   1988
- Tropicalisimo SAR Records (2), SAR Records (2)   1989
- Roberto Torres Rinde Homenaje A Benny Moré SAR Records (2)   1990
- Con El Sabor De... Roberto Torres SAR Records (2)   1991
- Roberto Torres Con Charanga De La 4 - Roberto Torres Con Charanga De La 4 (CD, Album, RE)  SAR Records (2)  SCD 1054  1993
- Recuerda A La Sonora (CD, Album, RE)  SAR Records (2)  SCD 1053  1994
- Bailable Como Nunca (CD, Album, RE)  SAR Records (2)  SCD 1061  1995
- Vallenatos A Mi Estilo, Vol. 1 (CD, Album, RE)  SAR Records (2)  SCD 1063  1996
- Vallenatos A Mi Estilo, Vol. 2 (CD, Album, RE)  SAR Records (2)  SCD 1067  1996
- La Fiesta (CD, Album, RE)  SAR Records (2)  SCD 1064  1996
- Siempre Sonando (CD, Album, RE)  SAR Records (2)  SCD 1084  2000   Singles & EPs
- Roberto Torres Y Chocolate* - El Caminante Con Salsa / Falsas Palabras (7", EP)  Mericana Records  M-7170  1974
- Roberto Torres Y Chocolate* - El Castigador / Para Que Aprendas (7", Mono, Promo, W/Lbl)  Mericana Records  M-7179  1975
- Ay, Que Pena Me Da / El Negrito Pirulero (7", Single)  Salsoul Records  S-8712  1976
- El Que Mucho Abarca Poco Aprieta / Sigo Siendo (7", Single)  Salsoul Records  S-8716  1976
- El Cantor De Fonseca (7", Single)  Bambu (2)  01.43.1801  1980
- Roberto Torres y La Charanga Vallenata - Caballo Viejo / Dos Rosas (7", EP)  Ariola  S-693  1982
- Caballo Viejo (7", Single)  Guajiro Records  F-GUA 0000801.5  1982
- El Paralítico (7", Single)  SAR Records (2)  F-SAR 0020187.0  1982
- Amor, Amor (7", Promo, S/Sided)  Manzana  SMS-7  1991
- El Caminante Mericana Records   Jahr unbekannt
- Caballo Viejo (7", Single)  Musicalia  GR-009  Jahr unbekannt
- Roberto Torres / Charlie Rodriguez - Ahi Na Ma / El Divorcio (7", Single)  SAR Records (2)  F - SAR 0020186  Label unbekannt
- El Paralitico (7")  Musilandia (2)  0034  Jahr unbekannt
- Los Caminantes / Que Me Den De Tu Salsa (7")  Mag  4202  Jahr unbekannt
- Latin Dimensions* con Roberto Torres - Comparacion / Son (7")  Mericana Records  M-7123  Jahr unbekannt[3]